# Протокол от Киото
Протоколът от Киото е международен документ, приет в Киото, Япония на 11 декември 1997 г. в допълнение към Рамковата конвенция на ООН за изменението на климата (UNFCCC). Този документ е международно споразумение за контрол над глобалното затопляне, ангажиращо подписалите го държави да намалят своите емисии от парникови газове за опазване на климата. Важи от 2005 г. Приет е от 192 участници, а изцяло през 2019 г. – от 134 държави. 
Споразумението за първи път определя правно обвързващи целеви стойности за емисиите на парникови газове – основната причина за глобалното затопляне в индустриализираните страни.

## Влизане в сила
Член 25 от Протокола гласи:
| „                                                                                            | Този протокол влиза в сила на деветдесетия ден след датата, на която не по-малко от 55 страни по конвенцията, включващи страни от приложение I, които са допринесли общо за най-малко 55 процента от общите емисии на въглероден диоксид през 1990 г., депозират своите документи за ратификация, приемане, одобрение или присъединяване. | “ |
| Протокол от Киото към Рамковата конвенция на Обединените нации по изменение на климата (PDF) | |   |

Това става факт на 16 февруари 2005 г., след ратификацията му от Руската федерация на 18 ноември 2004 г., постигната с поетия от Европейския съюз ангажимент към Русия за финансиране на индустриалното ѝ преструктуриране и модернизация на съоръженията, по-специално в петролодобивната промишленост. До началото на декември 2011 г. 191 държави и Европейският съюз ратифицират Протокола от Киото. САЩ отказват да ратифицират протокола през 2001 г.; Канада обявява оттеглянето си от споразумението на 13 декември 2011 г. .

## Детайли по споразумението
В Протокола от Киото е визирано намаляването на общо девет вида газови емисии (от типовете CO2, CH4, N2O) и три вида флуорирани промишлени газове: HFC (хидрофлуоровъглеводороди), PFC (перфлуоровъглероди) и SF6, които провокират глобалното затопляне. Същинската цел е в периода 1 януари 2008 – 31 декември 2012 да бъде снижено изхвърлянето в атмосферата на тези емисии с 5,2 % в сравнение с нивото от 1990 г. Тези 5,2 % намаление се разглеждат на глобално ниво: тоест не всяка ратифицирала Протокола държава трябва да намали с толкова изхвърлянето на тези газови емисии, но всяка държава има определен процент от емисии, които трябва да намали.
Първият период на Протокола започва през 2008 г. и приключва през 2012 г. През 2012 г. е договорен втори период на ангажименти, т. нар. Поправка от Доха към Протокола от Киото. Към октомври 2019 г. 134 държави са приели изменението от Доха , а за да влезе в сила изменението се изискват 144 държави .
Протоколът от Киото става и първото глобално споразумение за опазване на околната среда, основано на пазарен принцип за регулиране, изразяващ се в международна търговия с квоти за вредни емисии.

### Количествени задължения
Държавите от Приложение В на Протокола поемат количествени задължения за намаляване или ограничаване на емисиите вредни газове. Основните задължения са поети от развитите индустриално държави, например:
- Европейският съюз трябва да съкрати емисиите с 8 %.
- Страните от Източна Европа и Балтийските страни - средно с 8 %
- САЩ – със 7 %.
- Япония и Канада – с 6 %.
- Русия и Украйна трябва да запазят средногодишните стойности в периода 2008 – 2012 г. на нивата от 1990 г.
- Развиващите се страни, включително Китай и Индия, не поемат задължения.
- Като държава, ратифицирала Протокола, България се задължава да намали количеството вредни емисии с 8 %.

Освен изпълнението на договореностите по лимитиране на вредните емисии от газове, Протоколът от Киото предвижда и проучването, стимулирането, развитието и разширяването на технологии за намаляване емисиите на въглероден диоксид, както и използването на нови и възобновяеми форми на енергия и въвеждането на екологично съобразни технологии.

### Гъвкави механизми
В Протокола от Киото са предвидени и т. нар. „гъвкави механизми“ за ограничаване на вредните емисии, разработени на седмата конференция на държавите, подписали Рамковата конвенция на ООН за изменението на климата (РКОНИК), проведена в Маракеш през 2001 г. и са приети на първата среща на държавите от Протокола от Киото в края на 2005 г. Тези механизми се изразяват в следното:
- Търговия с квоти за вредни емисии, при която държавата или стопански организации на нейна територия могат да продават или купуват квоти за отделянето на парникови газове от националните, регионалните или международните пазари (чл. 17 от Протокола).
- Механизми за чисто развитие – проекти, при които развиващите се държави получават инвестиции за строежа на нови мощности за сметка на стари. Осъществяват се на територията на държава от РКОНИК, невлизаща в Приложение А (визиращо развитите държави) на Протокола, като финансирането е напълно или частично за сметка на държавите, влизащи в Приложение А (чл. 12 от Протокола).
- Съвместно изпълнение – проекти за намаляване на изхвърлянето на парникови газове, които се изпълняват на територията на държава от Приложение А за сметка на друга държава от Приложение А (чл. 6). Това дава възможност на развитите държави, които не могат да намалят собствените си емисии на парникови газове, да инвестират в икономиките на страни в преход, получавайки дял от намалените емисии.

## По-важни срещи след Киото

### Монреал 2005 (COP-11/MOP-1)
Първата среща на страните от Протокола от Киото (MOP-1, на английски: Meeting of the Parties – Среща на страните) се състои от 28 ноември до 9 декември 2005 г. в Монреал, провеждайки се едновременно с 11-а конференция на РКОНИК (COP-11, англ. Conference of Parties). На нея е създадена специална работна група за подготвяне на допълнителни ангажименти за държавите от Приложение А след 2012 г.

### Бали 2007 (COP 13/MOP 3)
На третата среща, проведена от 3 до 15 декември 2007 г. в Нуса Дуа (Бали, Индонезия) е създадена т. нар. „Специална работна група за дългосрочни съвместни действия по силата на Конвенцията“ (Ad Hoc Working Group on Long-term Cooperative Action under the Convention, AWG-LCA) като нов помощен орган за провеждане на преговори, насочени към спешно подобряване на прилагането на Конвенцията до и след 2012 година. Приета е и така наречената „Пътна карта от Бали“ (the Bali Road Map), включваща т. нар. „План за действие от Бали“ (Bali Action Plan), който предвижда нов процес на преговори, които трябва да завършат в Копенхаген през месец декември 2009 г.